# Malcolmia hyrcanica
Malcolmia hyrcanica är en korsblommig växtart som beskrevs av Josef Franz Freyn och Paul Ernst Emil Sintenis. Malcolmia hyrcanica ingår i släktet strandlövkojor, och familjen korsblommiga växter. Inga underarter finns listade i Catalogue of Life.